# Scogli Oremus
Gli scogli Oremus formano un gruppo di scogli dell'Italia, in Calabria.